# James Petras
James Frank Petras (* 17. Januar 1937 in Boston, Massachusetts) ist ein emeritierter Professor für Soziologie der Saint Mary’s University in Halifax (Nova Scotia), Kanada. Er publiziert über politische Fragen Lateinamerikas und des Mittleren Ostens.

## Leben und Werk
Petras promovierte an der University of California in Berkeley. 1972 trat er in das Soziologie-Department der Binghamton University ein. 1982–1984 war er Direktor des Instituts für mediterrane Studien in Athen.
Petras ist Autor von 62 Büchern, die in 29 Sprachen übersetzt wurden, sowie von 600 Fachartikeln und 2000 Presseartikeln und beschreibt sich selbst als „revolutionären und anti-imperialistischen Aktivisten und Autor“. Er arbeitete für die brasilianische Landlosen-Bewegung MST und war von 1973 bis 1976 Mitglied des Russell-Tribunal on Repression in Latin America.

## Haltung zu Israel und Juden
In seinem Buch Rulers and Ruled in the U.S. Empire: Bankers, Zionists, Militants (2008) wirft er den US-amerikanischen Juden vor, unheilvollen Einfluss auf die US-Außenpolitik zu nehmen, und entwirft das Bild einer globalen Hegemonie, das „die finanzielle Herrschaftsschicht, die zionistische Machtkonstellation und die mit ihnen kollaborierende, gesetzgebende Klientel“ darstellt.
In The Power of Israel in the United States behauptet Petras unter Berufung auf die Forbes-Milliardärsliste, dass die amerikanischen Juden weniger als 2 % der Bevölkerung, jedoch 25 bis 30 % der reichsten Familien stellen würden. Armin Pfahl-Traughber warf in seiner Rezension für den hpd zur unter dem Titel „Herr oder Knecht?“ 2010 bei Zambon erschienenen deutschen Übersetzung die Frage auf, ob sich Petras mit den Begriffen „zionistische[s] Netzwerk der Macht in den USA“ bzw. „zionistisches Machtgefüge“, die er so oft verwendet, dass er meist nur noch von „ZM“ spricht, nicht bewusst sei, dass neonazistische Judenhasser von der „zionistisch besetzten Regierung“ sprechen. Und fragt nach, ob „diese Gemeinsamkeit nicht viel von zumindest strukturellen Gemeinsamkeiten im Denken“ verrate. Petras steigere sich „in ein inhaltlich verzerrtes Bild von heimlicher Macht hinein, das kaum von antisemitischen Behauptungen unterscheidbar ist“, „mit nachvollziehbarer Kritik kaum noch etwas zu tun hat und stattdessen stereotype Auffassungen von verschwörerischem Agieren bedient“.
Ein Artikel von 2006 mit dem Titel „9/11 Anti-Semitic Conspiracy Theories Still Abound“ der Anti-Defamation League kritisiert Petras’ Behauptung, es gäbe Hinweise, dass „die Israelis“ möglicherweise über die Terroranschläge am 11. September 2001 informiert gewesen seien, diese Informationen aber von der US-Regierung zurückgehalten würden, als antisemitische Verschwörungstheorie. Auch andere Kritiker werfen Petras Antisemitismus vor.

## Auszeichnungen
Von der Western Political Science Association erhielt Petras 1968 den Preis für die beste Dissertation. Die Soziologie-Sektion der American Sociological Association verlieh ihm den Distinguished Service Award. Für das beste Buch des Jahres 2002 erhielt er den Robert Kenny Award.

## Auswahl Bibliographie
- Rulers and Ruled in the US Empire: Bankers, Zionists and Militants, Clarity Press, Inc. 2007, ISBN 978-0-932863-54-6
- The Power of Israel in the United States, Clarity Press, Inc. 2006, ISBN 0-932863-51-5
  - Herr oder Knecht? Über das beispiellose Verhältnis zwischen Israel und den USA. Zambon, Frankfurt am Main 2008
- Empire with Imperialism: The Globalizing Dynamics of Neoliberal Capitalism, Luciano Vasapollo, Zed Books, 2006.
- Social Movements and State Power: Argentina, Brazil, Bolivia, Ecuador, with Henry Veltmeyer, Pluto Press, 2005.
- Globalization Unmasked: Imperialism in the 21st Century, with Henry Veltmeyer, Zed Books, 2001.
- The Dynamics of Social Change in Latin America, with Henry Veltmeyer, Palgrave Macmillan, 2000.
- Empire or Republic: Global Power or Domestic Decay in the US, with Morris Morley, Routledge, 1994.
- Latin America in the Time of Cholera: Electoral Politics, Market Economics, and Permanent Crisis, Routledge, 1992.